# Mikołaj III (patriarcha Aleksandrii)
Mikołaj III – prawosławny patriarcha Aleksandrii w latach 1389–1398.